# Katharina Nocun

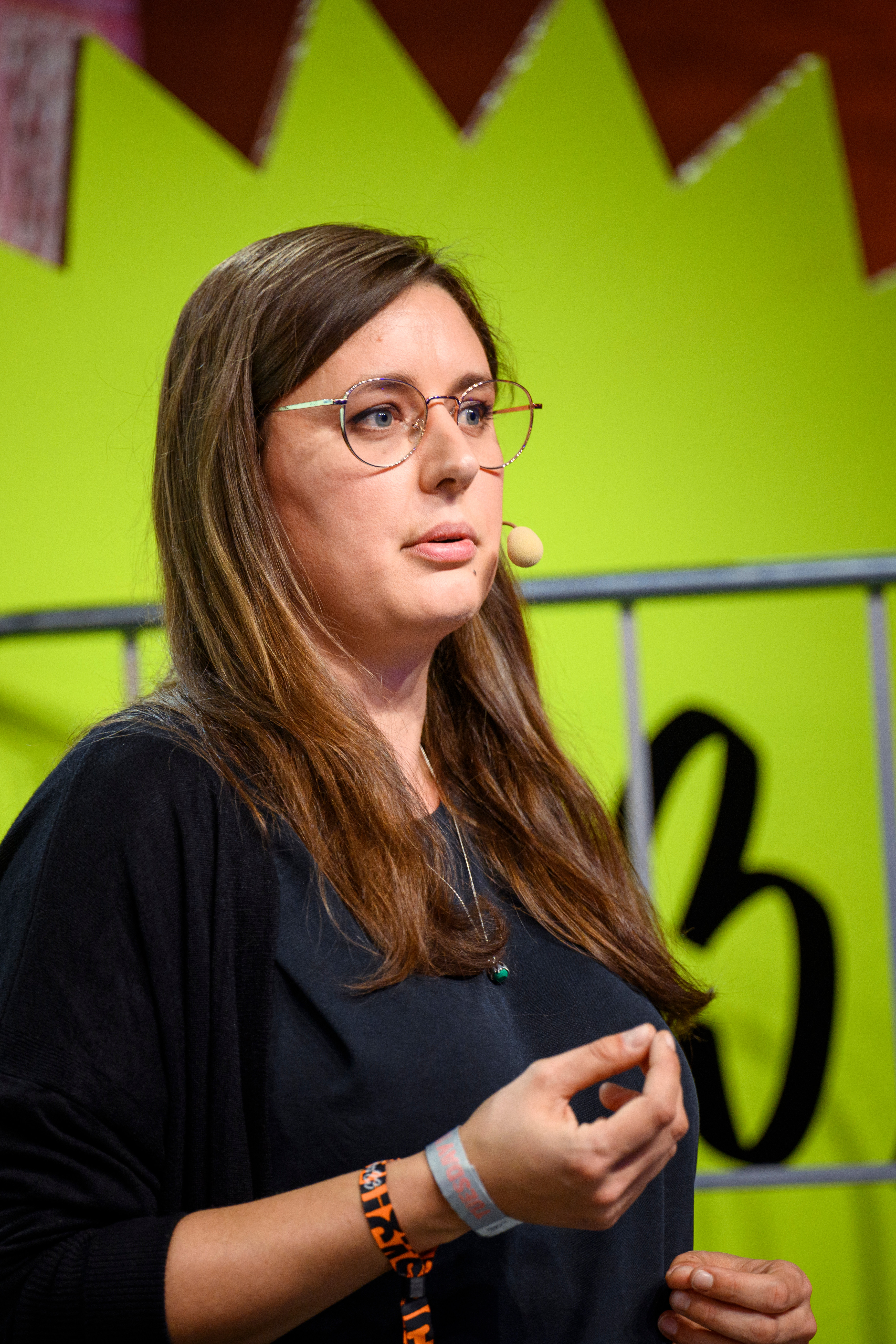
Katharina Nocun, 2023

Katharina Maria Nocun (deutsch gesprochen: kataʀina nokun bzw. Katarzyna Nocuń, polnisch ausgesprochen: kataʒɨna nɔt͡suɲ, * 1986 in Tychy, Polen) ist eine deutsch-polnische Publizistin, Netzaktivistin und ehemalige Politikerin. Sie war von Mai bis November 2013 politische Geschäftsführerin der Piratenpartei Deutschland und leitete bei Campact unter anderem die Kampagne „Schutz für Edward Snowden in Deutschland“. Seit 2020 publiziert sie, teils gemeinsam mit der Sozialpsychologin Pia Lamberty, kritische Sachbücher und Artikel zu Verschwörungstheorien und Esoterik.

## Leben
Katharina Nocun wurde in Polen geboren und kam im Alter von drei Jahren mit ihren Eltern nach Deutschland. Ihre Mutter ist Datenbankadministratorin, ihr Vater IT-Projektmanager. Nach dem Abitur 2006 am Konrad-Duden-Gymnasium in Wesel studierte sie zunächst Politik und Wirtschaft an der Universität Münster und anschließend den internationalen Studiengang Politics, Economics and Philosophy an der Universität Hamburg. Sie hat einen Master of Science, ihre Bachelorarbeit schrieb sie über die Online-Abstimmungssoftware LiquidFeedback und ihre Masterarbeit über Markteintrittschancen dezentraler sozialer Netzwerke. Bis Dezember 2012 war sie Referentin für digitale Verbraucherrechte beim Verbraucherzentrale Bundesverband. Danach arbeitete sie als Redakteurin beim Computermagazin netzwelt und absolvierte ein Teilzeitstudium in Wirtschaftsinformatik. Ab 2013 leitete sie beim Kampagnennetzwerk Campact e. V. Online-Kampagnen zu Bürgerrechts- und Netzthemen. Im März 2016 war sie als Campaignerin für Wikimedia Deutschland tätig. Anschließend übernahm sie die Leitung der Volksinitiative gegen CETA in Schleswig-Holstein.
Nocun besitzt sowohl die deutsche als auch die polnische Staatsangehörigkeit und ist zweisprachig aufgewachsen.

## Politische Karriere

### Netzaktivismus

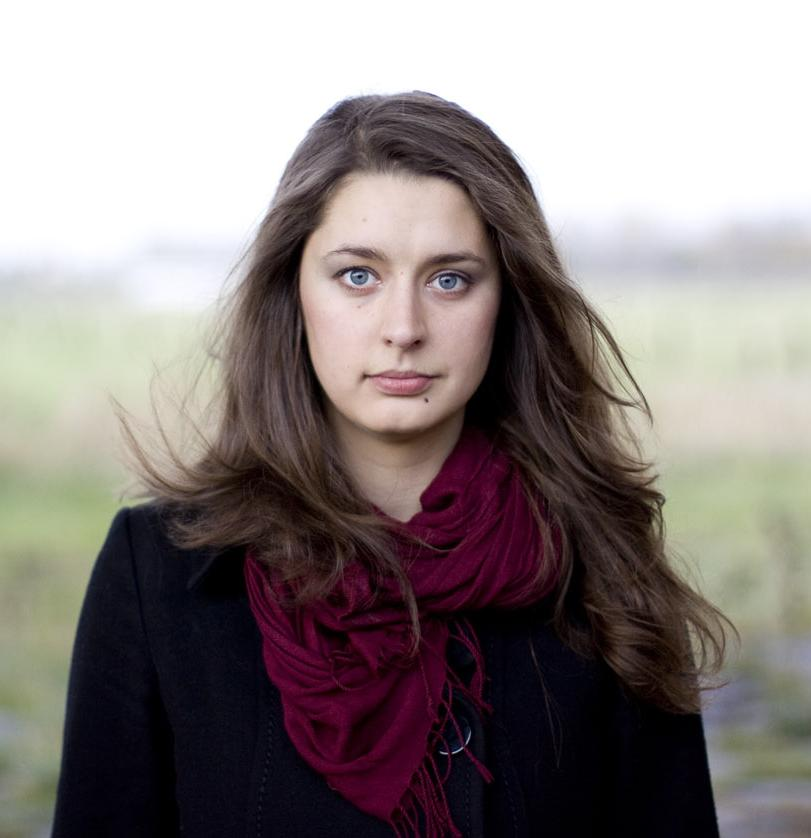
Katharina Nocun, 2012

Ab 2007 war sie u. a. für den „Arbeitskreis Vorratsdatenspeicherung“ tätig und sprach, bis sie 2013 auf die Liste der Piratenpartei zur Landtagswahl in Niedersachsen gewählt wurde, regelmäßig öffentlich für das bundesweite überwachungskritische Bündnis. Sie arbeitete an Positionierungen und Protestaktionen mit und vertrat das Bündnis bei Anhörungen der Europäischen Kommission.
Daneben war sie seit 2009 beim in Bielefeld ansässigen Bürgerrechtsverein Digitalcourage tätig und befasste sich dort vor allem mit dem Elektronischen Entgeltnachweis (ELENA) und dezentralen sozialen Netzwerken. In den Jahren 2010–2011 sprach sie öffentlich für das Demonstrationsbündnis „Freiheit statt Angst“ und hielt dort 2011 eine Rede zum Thema Vorratsdatenspeicherung in Europa und Polen. 2011 unterstützte sie den Protest des „Arbeitskreises Zensus“ gegen die Volkszählung. 2012 war sie Mitinitiatorin beim Bündnis „Hamburg gegen ACTA“. Die Demonstration am 11. Februar 2012 in Hamburg gehörte mit 8000 Teilnehmern zu den größten Demonstrationen gegen das Urheberrechtsabkommen in Deutschland.
Während ihrer Studienzeit an der Universität Münster vertrat sie von 2009 bis 2010 als Referentin für Datenschutz und Freie Software beim AStA der Universität Münster die Interessen der Studierenden gegenüber der Hochschule. Dort wirkte sie bei Initiativen gegen den elektronischen Studierendenausweis und bei den Protesten gegen Studiengebühren im Rahmen des bundesweiten Bildungsstreiks mit. Zusammen mit dem AStA der Fachhochschule Münster und dem Arbeitskreis Vorratsdatenspeicherung war sie Herausgeberin eines Readers über Datenschutz und informationelle Selbstbestimmung im Kontext von neuen Anti-Terror-Gesetzen.
Im Dezember 2010 nahm sie für den Arbeitskreis Vorratsdatenspeicherung an der letzten Anhörung der EU-Kommission vor der Reevaluierung der Richtlinie zur Vorratsdatenspeicherung in Brüssel teil. Dieses Erlebnis beschrieb sie später als prägend für ihren Eintritt in die Piratenpartei; sie kritisierte öffentlich eine mangelnde Einbindung von Bürgerinteressen auf EU- und Bundesebene.
Am 9. Juni 2017 erhielt sie das Marburger Leuchtfeuer für Soziale Bürgerrechte der Humanistischen Union und der Stadt Marburg.

### Parteipolitik
Nocun trat im März 2012 der Piratenpartei Deutschland bei. Sie war Spitzenkandidatin der Piratenpartei bei der Landtagswahl in Niedersachsen 2013 (Listenplatz 2), stand bei der Bundestagswahl 2013 auf Listenplatz zwei des niedersächsischen Landesverbandes und trat auch als Direktkandidatin im Wahlkreis Osnabrück-Land an. Sie war Themenbeauftragte für Datenschutz der Piratenpartei Deutschland.
Im Januar 2013 reichte sie bei der Europäischen Kommission Beschwerde gegen die Bundesregierung ein wegen „mangelnder Unabhängigkeit des Bundesbeauftragten für Datenschutz und die Informationsfreiheit.“
Am 4. Mai 2013 initiierte sie mit Patrick Breyer und Meinhard Starostik eine Sammel-Verfassungsbeschwerde gegen das am 1. Juli in Kraft getretene Gesetz zur Bestandsdatenauskunft. Der Erste Senat des Bundesverfassungsgerichts gab ihr mit Beschluss vom 27. Mai 2020 teilweise statt: Die Regelungen blieben in Kraft, mussten bis Ende 2021 aber überarbeitet werden.
Am 10. Mai 2013 wurde sie mit 81,7 % der Stimmen im Zustimmungs-Wahlverfahren zur politischen Geschäftsführerin der Piratenpartei gewählt. Vor dem Parteitag im November 2013 erklärte sie, nicht erneut für das Amt zu kandidieren. Angesichts ihrer Dreifachbelastung aus Studium, Lohnarbeit und Politik könne sie sich die Arbeit im Bundesvorstand „leider nicht mehr leisten“. Ihr Nachfolger im Amt des politischen Geschäftsführers war bis zu seinem Rücktritt am 16. März 2014 Björn Semrau.
Am 5. Oktober 2016 trat Nocun aus der Piratenpartei Deutschland aus.

## Arbeit als Publizistin
Etwa ab 2012 veröffentlichte Nocun zunächst vornehmlich Artikel zu digitalpolitischen Themen. Zwischen Juni 2017 und September 2018 schrieb sie im Wechsel mit Gregor Gysi und später Kevin Kühnert eine Kolumne über Digitalisierung und Politik im Handelsblatt. Ihr erstes Buch, Die Daten, die ich rief (2018), hatte den mangelhaften Datenschutz im Internet zum Thema.
Ab 2016 schrieb Nocun vermehrt über die Alternative für Deutschland. Daraufhin erhielt sie nach eigener Aussage Todesdrohungen aus dem rechten Milieu, in denen Verschwörungserzählungen eine große Rolle gespielt hätten. Dies habe sie dazu motiviert, an diesem Thema zu arbeiten. 2020 und 2021 veröffentlichte sie gemeinsam mit der Sozialpsychologin Pia Lamberty die Bücher Fake Facts: Wie Verschwörungstheorien unser Denken bestimmen und True Facts: Was gegen Verschwörungstheorien wirklich hilft. Infolge schrieb Nocun zahlreiche Artikel zu diesem Thema und trat in den Medien als Expertin zu Verschwörungstheorien auf.
2022 veröffentlichte Nocun ein weiteres Werk gemeinsam mit Lamberty, Gefährlicher Glaube. Die radikale Gedankenwelt der Esoterik.
Seit 2019 betreibt Nocun den politischen Podcast Denkangebot.

## Werke

### Bücher
- Katharina Nocun: Die Daten, die ich rief. Wie wir unsere Freiheit an Großkonzerne verkaufen. Bastei Lübbe, Köln 2018, ISBN 978-3-7857-2620-4.
- mit Pia Lamberty: Fake Facts. Wie Verschwörungstheorien unser Denken bestimmen. Quadriga, Köln 2020, ISBN 978-3-86995-095-2.
- mit Pia Lamberty: True Facts: Was gegen Verschwörungserzählungen wirklich hilft. Quadriga, Köln 2021, ISBN 978-3-7517-1571-3.
- mit Pia Lamberty: Gefährlicher Glaube. Die radikale Gedankenwelt der Esoterik. Quadriga, Köln 2022, ISBN 978-3-86995-111-9.

### Aufsätze
- Schöne neue Digital-Demokratie? In: Isabel Rohner, Rebecca Beerheide (Hrsg.): 100 Jahre Frauenwahlrecht. (Juni) 2017. U. Helmer Verlag. ISBN 978-3-89741-398-6.
- Wie sozial ist die AfD wirklich? Eine Expertise zu Positionen in der AfD bei der Sozial- und Steuerpolitik. Heinrich-Böll-Stiftung Sachsen. Dresden, Juni 2016. ISBN 978-3-946541-10-3
- mit Patrick Breyer: Das Zeitalter der Verfassungsbeschwerden. In: Gesellschaftliche Verantwortung in der digital vernetzten Welt. LIT Verlag Berlin 2015.
- mit Leif-Erik Holtz und Marit Hansen: Towards Displaying Privacy Information with Icons. In: Privacy and Identity Management for Life. Springer Science+Business Media (2011), S. 338–348. doi:10.1007/978-3-642-20769-3 27